# Goryphus albicoxis
Goryphus albicoxis là một loài tò vò trong họ Ichneumonidae.